# Kuozui Motors
Kuozui Motors ((xinès)) és una empresa de fabricació taiwanesa que construeix Toyotas sota llicència per al mercat nacional. La corporació es va escindir i es va independitzar a la dècada de 1980. Toyota encara inverteix molt en el sector de producció de la corporació, ampliant les plantes taiwaneses.
Va ser fundada com una empresa conjunta entre Huatung Motors, Ltd. per General Motors i el Ministeri d'Afers Econòmics, Ministeri de Defensa Nacional. GM es va retirar el 1983. Hotai Motor, amb seu a Taiwan, va intervenir i el 1984, juntament amb Hino Motors, van establir Kuozui Motors. El 2008, Toyota i Hotai Motor van augmentar la seva participació en l'empresa fins a formar-ne la propietat majoritària.

## Models actuals

### Fabricat localment

#### Guanyin Plant
- Toyota Sienta[2]
- Toyota Town Ace[3]
- Toyota Vios
- Toyota Yaris Cross
- Hino bus chassis
- Hino 300 series
- Hino 500 series
- Hino 700 series

#### Planta de Zongli
- Toyota Corolla Altis[2]
- Toyota Corolla Cross

### Importat
- Toyota 86
- Toyota Alphard
- Toyota bZ4X
- Toyota C-HR
- Toyota Camry
- Toyota Coaster
- Toyota Corolla Sport
- Toyota Crown
- Toyota GR Yaris
- Toyota Granvia
- Toyota HiAce
- Toyota Hilux
- Toyota Land Cruiser Prado
- Toyota Prius PHEV
- Toyota RAV4
- Toyota Sienna
- Toyota Supra

## Models descatalogats
- Toyota Auris (2018–2020)
- Toyota Corona (1992–2002)
- Toyota HiAce Solemio (1991–2005)
- Toyota Innova (2007–2015)
- Toyota Previa (2001–2019)
- Toyota Wish (2004–2016)
- Toyota Prius α (2012–2021)
- Toyota Prius C (2013–2020)
- Toyota Prius (2006–2021)
- Toyota Tercel (1995–2003)
- Toyota Yaris (2006–2023)

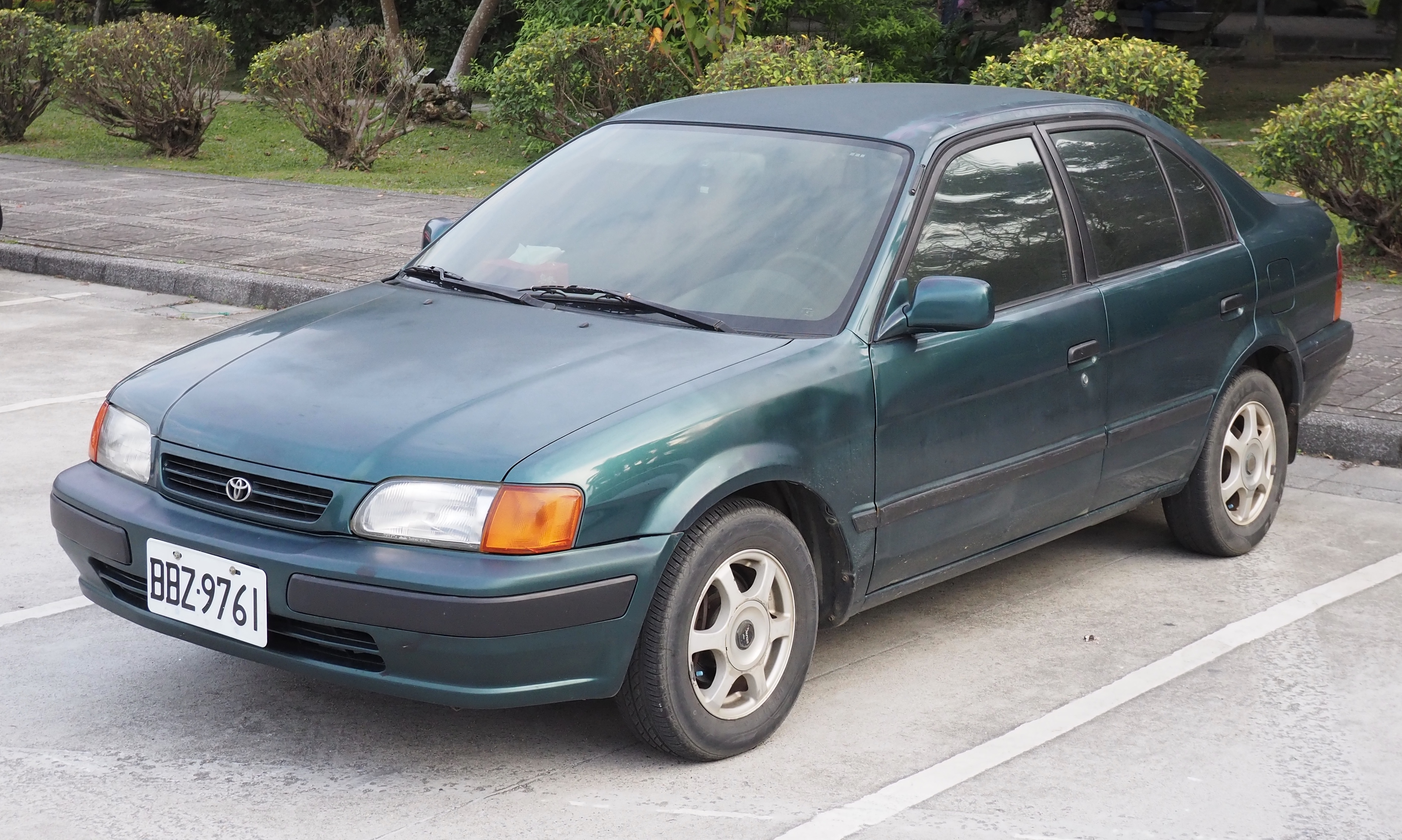
Toyota Tercel

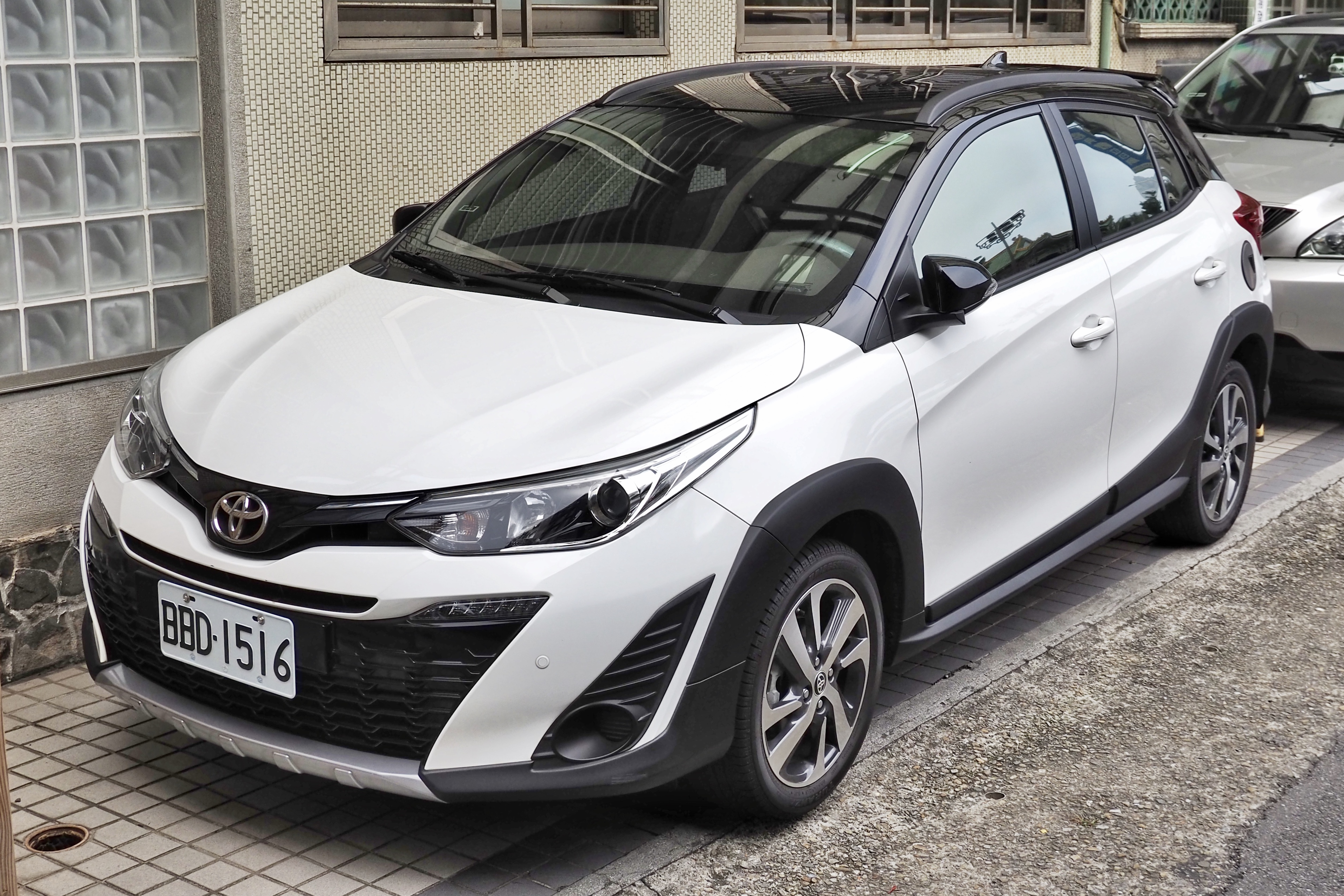
Toyota Yaris Crossover

- Toyota Yaris/Yaris Crossover(2019–2023)
- Toyota Zace/Zace Surf (1988–2007)